# Hyalinobatrachium chirripoi
Hyalinobatrachium chirripoi är en groddjursart som först beskrevs av Taylor 1958.  Hyalinobatrachium chirripoi ingår i släktet Hyalinobatrachium och familjen glasgrodor. IUCN kategoriserar arten globalt som livskraftig. Inga underarter finns listade i Catalogue of Life.